# Deutsche Telekom
Deutsche Telekom AG este cea mai mare companie de telecomunicații din Europa. Compania oferă telefonie mobilă, fixă, acces la internet și servicii specializate pentru consumatorii mari.
Compania este prezentă și în România, unde controlează compania Telekom Romania Mobile Communications.
În iulie 2008 Deutsche Telekom și-a vândut grupului austriac Strabag, divizia imobiliară Deutsche Telekom Immobilien und Service GmbH (DeTeImmobilien), companie cu aproximativ 6.240 de angajați și cu o cifră de afaceri de un miliard de euro în anul 2007.

## Controverse
În luna mai 2008, reprezentanții Deutsche Telekom au recunoscut că au spionat convorbirile directorilor firmei, pentru a descoperi originea anumitor scurgeri de informații către presă.
Afacerea a fost înaintată parchetului.
În anul 2003, Deutsche Telekom a primit o amendă de la autoritățile UE, în valoare de 12,6 milioane de euro, pentru tarife anticoncurențiale pentru acces la rețelele sale locale.
În anul 2014, Deutsche Telekom a fost amendată de autoritățile de reglementare antitrust ale Uniunii Europene cu 31,1 milioane de euro și trebuie să împartă o amendă de 38,8 milioane de euro cu subsidiara sa Slovak Telekom AS, pentru că s-au împotrivit concurenței pe Internet.